# Archidiecezja Raipur
Archidiecezja Raipur (łac. Archidioecesis Raipurensis, ang. Archdiocese of Raipur) – rzymskokatolicka archidiecezja ze stolicą w Raipurze w stanie Chhattisgarh, w Indiach. Arcybiskupi Raipuru są również metropolitami metropolii o tej samej nazwie.

## Historia
W dniu 16 stycznia 1964 roku papież Paweł VI erygował prefekturę apostolską Raipuru. W dniu 5 lipca 1973 roku ten sam papież podniósł prefekturę do rangi diecezji Raipur. W dniu 27 lutego 2004 roku papież Jan Paweł II podniósł diecezję do rangi archidiecezji metropolitarnej Raipur.